# جوزيف فرانسيسكو
جوزيف فرانسيسكو (بالإنجليزية: Joseph Francisco) (و. 1955 – م) هو فيزيائي من الولايات المتحدة الأمريكية . ولد في بومونت .

## التعليم
تعلم في معهد ماساتشوست للتكنولوجيا، وجامعة تكساس، أوستن

## مناصب وهيئات
أدار جامعة بيردو.

## جوائز
حصل على جوائز منها:
- زمالة غوغنهايم.